# Mordellistena insularis
Mordellistena insularis es una especie de coleóptero de la familia Mordellidae.

## Distribución geográfica
Habita en Tahití.